# Mont de Grange
Le mont de Grange est une montagne de Haute-Savoie qui culmine à 2 432 mètres d'altitude, ce qui en fait le second sommet le plus élevé du massif du Chablais après les Hauts-Forts. Il domine le val d'Abondance entre Abondance, La Chapelle-d'Abondance et Châtel.

## Toponymie
Autrefois nommé Gringe puis Mont-Grange, l'origine de son nom reste indéterminée. La racine grangia faisait autrefois référence aux bâtiments d'exploitation et aux dépendance foncières (alpages, vergers) et immobilières (moulins, battoirs, étables) des moines cisterciens. Il est donc possible que de telles infrastructures se soient développées au pied du mont de Grange.
Les noms des montagnes font partie des plus anciennes couches de toponymes. La plupart du temps ils ont une origine celte ou indo-européenne. Les peuples traditionnels ont souvent donné aux montagnes le nom d'une divinité. Un des dieux importants de la mythologie gauloise est Grannos. Il est fort probable que les Gaulois aient nommé certaines montagnes de son nom. Les dérivés seraient par exemple granna, « les domaines de Grannos », ou graniaco, grangiaco, « le domaine de Grannos ». La langue latine a remplacé la langue gauloise vers le IIIe siècle. Le gaulois granna est en assonance avec les mots grana, « les grains », et  granarium, « le grenier », d'où une réinterprétation latine sous la forme « grenier ». La forme graniaco / grangiaco peut être réinterprétée comme « la grange » ou « les granges ». Ceci peut expliquer pourquoi certaines montagnes où il y a très peu de végétation (Grenier de Commune, Grenier de Villy dans les contreforts du mont Buet) prennent ce nom. Le mont Granier a peut-être la même étymologie, de même que les pointes des Grands.
Le mont de Grange est un livre ouvert de toponymes celtes. Au nord-est du sommet se trouvent les rochers des Blattes. Il y a un mot gaulois blato, qui signifie « fleur ». On retrouve cette racine dans d'autres noms de montagnes comme l'aiguille de Blaitière (Chamonix) ou la pointe de la Québlette (plateau des Glières). La fleur étant la partie supérieure de la plante, les Celtes ont vraisemblablement utilisé ce mot pour désigner des sommets. Dans certains cas, le mot a peut être été réinterprété pour devenir un mont Fleuri, une Grande Floria.
La combe de Pertuis se situe au nord-ouest du sommet du mont de Grange. Le nom est issu de l'indo-européen pertus qui signifie « le passage ». C'est un des toponymes les plus répandus dans la zone celtique. Il a été réinterprété sous différentes formes par des personnes parlant le latin. Il a donné une multitude de noms de cols : col de la Portette, col de Porte, passage du Pertuis, Pertuiset, Pertus, etc.

## Géographie

### Géologie
Le mont de Grange est principalement constitué par la nappe de la Brèche. Cependant, contrairement aux autres reliefs du massif du Chablais, le mont de Grange forme un relief isolé, séparé notamment par la vallée de la Dranse d'Abondance et du Malève. De plus, ses pentes relativement homogènes semblent indiquer que la morphologie du mont de Grange n'est pas définie par sa géologie.
Le cœur du relief correspond à l'anticlinal du roc d'Enfer, soit le plissement frontal de la nappe,,. La base du relief est formée par la nappe de la Dranse (nappe supérieure des Préalpes) et le mélange infra-Brèche (ou flysch à lentilles de couches rouges dans les anciennes publications) de bas en haut. La première affleure surtout le long de la vallée de la Dranse d'Abondance tandis que le mélange est principalement entaillé dans le vallon du Malève. Ces deux unités forment des pentes douces correspondant à des prairies ou à des zones forestières tandis que les pentes constituées par la nappe de la Brèche présentent une plus forte inclinaison. Le sommet du mont de Grange appartient à la formation de la Brèche supérieure mais la majeure partie de la nappe de la Brèche correspond à la formation de la Brèche inférieure. Les niveaux de schistes étant peu épais.
Le long du flanc sud, la nappe de la Brèche et de la Dranse sont recouvertes par la nappe de la Simme (nappe supérieure des Préalpes). Elle forme un synclinal relativement étroit qui s'élargit vers le col de Bassachaux en décrivant un équivalent latéral du grand synclinal des Gets.

### Faune
Le mont de Grange abrite le cerf élaphe et le chamois.
L'avifaune des forêts alpines y est représentée par la Perdrix bartavelle, la Gélinotte des bois, le Lagopède des Alpes, le Cassenoix moucheté, le Chocard à bec jaune, le Tarier des prés, le Tétras lyre et le Tichodrome échelette. Le Faucon pèlerin est aussi présent.

## Protection environnementale
Le mont de Grange est classé zone naturelle d'intérêt écologique, faunistique et floristique de type I sur une surface de 2 160 hectares.
Le site est aussi classé site d'importance communautaire dans le réseau natura 2000.

## Dans la culture
« Si le matin, les niolles [les nuages] remontent vers sa cime, la pluie n'est pas loin... »